# 1838 en Lorraine
Chronologie de la Lorraine
- 1834
- 1835
- 1836
- 1837
- 1838
- 1839
- 1840
- 1841
- 1842

Cette page est une liste d'événements qui se sont produits durant l'année 1838 en Lorraine.

## Événements
- Maréville devient l'hôpital départemental des Aliénés de la Meurthe[1].
- 3 juillet : loi qui charge M. Brisson, ingénieur des ponts et chaussées, est chargé de la réalisation du canal entre Vitry-le-François et Strasbourg, section du canal de la Marne au Rhin. Son principal concepteur fut l'ingénieur en chef Charles-Étienne Collignon.

## Naissances

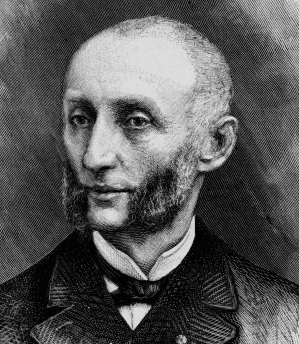
Jules Méline en 1898

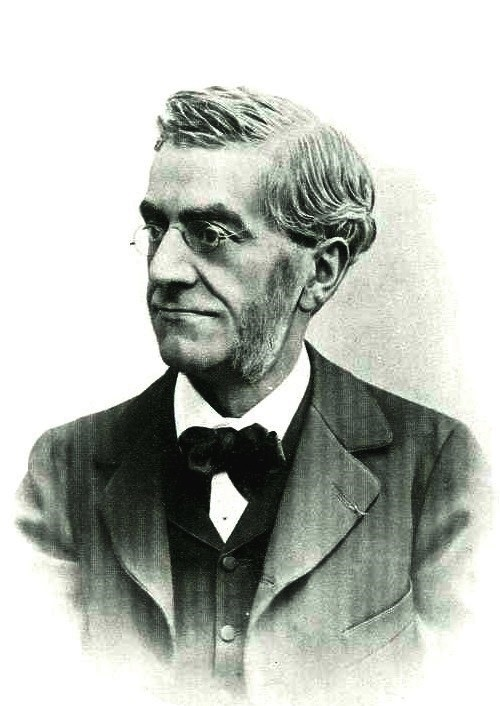
François Adrien Volland.

- 28 avril à Mirecourt : Charles-Ernest Lullier, mort le 24 juillet 1891 au Panama, militaire français à la carrière controversée, notamment lors de la Commune de Paris.
- 30 avril à Metz : Alexandre Émile Auburtin (1838-1899) est un architecte français du XIXe siècle. Inscrit à l'École nationale supérieure des beaux-arts de Paris en 1857[2], il fut architecte pour la Ville de Paris[3].
- 2 mai :
  - à Nancy : Paul Louis Antoine Brocchi, médecin, agronome et naturaliste français, mort le 12 août 1898 à Paris.
  - à Verdun : Adrien-Victor-Marie Duboüays, marquis de la Bégassière, mort le 14 janvier 1904) à Nancy, général de division français et gouverneur Militaire de Toul (vers 1899).
- 20 mai à Remiremont (Vosges) : Jules Méline, mort le 21 décembre 1925 à Paris, est un homme politique français de la gauche républicaine, président du Conseil de 1896 à 1898. Défenseur du monde agricole, il met en place en 1892 des mesures protectionnistes pour les produits agricoles (Tarif Méline).
- 28 mai à Lamarche : Antoine Joly[4], décédé en 1917[5], relieur français.
- 1 août à Nancy : François Volland, homme politique français décédé le 4 juin 1900 à Paris.
- 18 août à Saint-Mihiel : Nicolas Lebel, mort le 6 juin 1891 à Vitré (Ille-et-Vilaine), officier français, qui a contribué à la création du fusil de l'armée française portant son nom, le fusil Lebel[6].
- 2 septembre à Landroff : Arnould Rèche, mort le 22 octobre 1890 à Reims[7], frère des écoles chrétiennes.
- 26 septembre à Nancy : Charles Marpon, libraire et éditeur français, mort le 26 juin 1890 à Paris. Son association, en 1875, avec Ernest Flammarion a donné naissance à la maison d'édition Marpon et Flammarion, devenue après sa mort Flammarion.
- 7 octobre à Conflans-en-Jarnisy : Victor Maréchal, évêque catholique français, évêque de Laval pendant quelques mois en 1887. Décédé à Laval le 21 septembre 1887, il est inhumé dans sa cathédrale.
- 11 décembre à Metz : Henri Lanique[8] - Metz, 2 juillet 1898[9], homme politique lorrain[10]. Il a été député au Reichstag en 1889[11].

## Décès
- 1 janvier à Verdun : Jean-Baptiste Toussaint Lambry, homme politique français né le 21 janvier 1762 à Verdun (Meuse).
- 4 janvier à Briey : Jean-François Thurin, homme politique français né le 23 février 1752 au même lieu.
- 23 janvier à Stenay : Jean Lallemand, homme politique français né le 15 février 1773 à Varennes (Meuse) .
- 14 avril à Nancy : Charles Joseph Buquet[12], né le 4 juin 1776 à Charmes (Vosges), général de brigade du Premier Empire.
- 19 avril à Hombourg : Félix-Philippe-Charles d'Hunolstein, né à Paris le 22 avril 1778 , créé Pair de France le 5 mars 1819 par le roi Louis XVIII.
- 20 juin à Metz : Joseph Bastien (né en 1769), officier de la Grande Armée, ayant servi sous la Révolution et le Premier Empire. Blessé à Wagram, il fut promu Officier de l'ordre de la Légion d'honneur le 23 juillet 1809. Il fut fait Chevalier de l’Empire en 1811.
- 5 juillet à Montmédy : Jean Chenet, homme politique français né le 25 décembre 1764 à Baâlon (Meuse).
- 16 septembre à Nancy : Pierre Michel, né à Senones (Vosges) le 4 mars 1745, homme politique.